# Gorączka złota (serial telewizyjny)
Gorączka złota – serial dokumentalny opowiadający o losach górników pracujących w kopalniach złota. W Polsce nadawany na kanale Discovery.

## Sezon 1

### Lista odcinków
| n.o.   | Polski tytuł               | Angielski tytuł           | Data emisji USA  |
| ------ | -------------------------- | ------------------------- | ---------------- |
| S01E01 | Do odważnych świat należy! | Gold Nuggets              | 3 grudnia 2010   |
| S01E02 | Złoto, Broń i niedźwiedzie | Gold, Guns and Bears      | 10 grudnia 2010  |
| S01E03 | Wszechobecny brud          | Running Dirt              | 17 grudnia 2010  |
| S01E04 | Wysoka cena                | The Ultimate Price        | 7 stycznia 2011  |
| S01E05 | Granica bólu               | The Pain Barrier          | 14 stycznia 2011 |
| S01E06 | Złote zauroczenie          | Gold Fever                | 21 stycznia 2011 |
| S01E07 | Wszystko na jedną kartę    | Going for Broke           | 28 stycznia 2011 |
| S01E08 | Zła krew                   | Bad Blood                 | 4 lutego 2011    |
| S01E09 | Na dno albo klapa!         | Bedrock or Bust           | 11 lutego 2011   |
| S01E10 | Nie podawać się            | Never Say Die             | 18 lutego 2011   |
| S01E11 | Epilog                     | Full Disclosure (Special) | 25 lutego 2011   |

### Wyposażenie
| MASZYNA             | MODEL / TYP                 | ILOŚĆ        | ZAŁOGA       | PARCELA         |
| Todd Hoffman        | Todd Hoffman                | Todd Hoffman | Todd Hoffman | Todd Hoffman    |
| ------------------- | --------------------------- | ------------ | ------------ | --------------- |
| Koparka             | Hitachi EX400LC             | 1            | Todd Hoffman | Porcupine Creek |
| Koparka             | Hitachi EX270LC (1989)      | 1            | Todd Hoffman | Porcupine Creek |
| Ciężarówka          | Peterbilt Tri-Axle          | 1            | Todd Hoffman | Porcupine Creek |
| Ładowarka           | Caterpillar 980B            | 1            | Todd Hoffman | Porcupine Creek |
| Buldożer            | Caterpillar D6H             | 1            | Todd Hoffman | Porcupine Creek |
| Przesiewacz         | Wstrząsarka/Bęben/Osadzarka | 1            | Todd Hoffman | Porcupine Creek |
| Separator magnetytu | Black Gold                  | 1            | Todd Hoffman | Porcupine Creek |
| Pompa               | Calama 6                    | 1            | Todd Hoffman | Porcupine Creek |
| Pompa               | Honda 4                     | 1            | Todd Hoffman | Porcupine Creek |
| Generator           | Detroit Diesel 150 kW       | 1            | Todd Hoffman | Porcupine Creek |

### Końcowe wyniki
| Parcela         | Załoga       | Ilość oz złota | Ilość gramów złota | Wartość złota |
| --------------- | ------------ | -------------- | ------------------ | ------------- |
| Porcupine Creek | Todd Hoffman | 14,5 oz        | 411 g              | $23 200       |

## Sezon 2

### Lista odcinków
| n.o.   | Polski tytuł                                         | Angielski tytuł                     | Data emisji USA      |
| ------ | ---------------------------------------------------- | ----------------------------------- | -------------------- |
| S02E00 | Koniec sezonu (odcinek specjalny)                    | The Off-Season (Special)            | 28 października 2011 |
| S02E01 | Zrządzenie losu                                      | Twist of Fate                       | 28 października 2011 |
| S02E02 | Dziewiczy teren                                      | Virgin Ground                       | 4 listopada 2011     |
| S02E03 | Rodzinna kłótnia                                     | Family Feud                         | 11 listopada 2011    |
| S02E04 | Na prostej drodze                                    | Slippery Slope                      | 18 listopada 2011    |
| S02E05 | Złoto albo śmierć                                    | Drill or Die                        | 25 listopada 2011    |
| S02E06 | Porażony miłością                                    | Lovestruck                          | 2 grudnia 2011       |
| S02E07 | Nareszcie złoto!                                     | Gold At Last                        | 9 grudnia 2011       |
| S02E08 | Złoto!                                               | On the Gold                         | 16 grudnia 2011      |
| S02E09 | Za sceną (odcinek specjalny)                         | Behind the Scenes (Special)         | 23 grudnia 2011      |
| S02E10 | Po gorączce (odcinek specjalny)                      | After The Rush (Special)            | 30 grudnia 2011      |
| S02E11 | Śmierć w wodzie                                      | Dead In The Water                   | 6 stycznia 2012      |
| S02E12 | 24 godziny, 7 dni w tygodniu                         | Twenty Four Seven                   | 13 stycznia 2012     |
| S02E13 | Na samym dnie                                        | Rock Bottom                         | 20 stycznia 2012     |
| S02E14 | Podłoże skalne                                       | Bedrock Gold                        | 27 stycznia 2012     |
| S02E15 | O jednego mniej                                      | Man Down                            | 3 lutego 2012        |
| S02E16 | W ciemności                                          | In the Black                        | 10 lutego 2012       |
| S02E17 | Walka z mrozem                                       | Frozen Out                          | 17 lutego 2012       |
| S02E18 | Sądny dzień                                          | Judgment Day                        | 24 lutego 2012       |
| S02E19 | Rewelacje (odcinek specjalny)                        | Revelations (Special)               | 2 marca 2012         |
| S02E20 | Za kulisami: Głębsze Wykopalisko (odcinek specjalny) | Aftershow: Digging Deeper (Special) | 9 marca 2012         |
| S02E21 | Za kulisami: Ostatnie Słowo (odcinek specjalny)      | Aftershow: The Last Word (Special)  | 23 marca 2012        |
| S02E22 | Dżungla                                              | The Jungle                          | 17 sierpnia 2012     |
| S02E23 | Za kulisami: Dżungla                                 | The Jungle Aftershow                | 17 sierpnia 2012     |

### Wyposażenie
| MASZYNA           | MODEL / TYP                         | ILOŚĆ        | ZAŁOGA          | PARCELA         |
| Todd Hoffman      | Todd Hoffman                        | Todd Hoffman | Todd Hoffman    | Todd Hoffman    |
| ----------------- | ----------------------------------- | ------------ | --------------- | --------------- |
| Koparka           | Hitachi EX400LC                     | 1            | Todd Hoffman    | Quartz Creek    |
| Koparka           | Komatsu PC228-USLC                  | 1            | Todd Hoffman    | Quartz Creek    |
| Buldożer          | Caterpillar D8L                     | 1            | Todd Hoffman    | Quartz Creek    |
| Ładowarka         | Komatsu WA380-5L                    | 1            | Todd Hoffman    | Quartz Creek    |
| Pompa             | Pioneer 6                           | 1            | Todd Hoffman    | Quartz Creek    |
| Przesiewacz       | Wstrząsarka 60 yds/hr (Little Blue) | 1            | Todd Hoffman    | Quartz Creek    |
| Oczyszczacz Złota | MSI Xtruder 255/EnHancer 755        | 1            | Todd Hoffman    | Quartz Creek    |
| Generator         | Whisperwatt 100 kW                  | 1            | Todd Hoffman    | Quartz Creek    |
| Fred Hurt         |                                     |              |                 |                 |
| Koparka           | Hitachi EX270LC                     | 1            | Fred Hurt       | Porcupine Creek |
| Ładowarka         | Doosan DL-400                       | 1            | Fred Hurt       | Porcupine Creek |
| Ładowarka         | Caterpillar 980B                    | 1            | Fred Hurt       | Porcupine Creek |
| Buldożer          | Caterpillar D6H                     | 1            | Fred Hurt       | Porcupine Creek |
| Pompa             | Gorman-Rupp 6                       | 1            | Fred Hurt       | Porcupine Creek |
| Przesiewacz       | RMS/Ross De-Rocker 8x20 100 yds/hr  | 1            | Fred Hurt       | Porcupine Creek |
| Parker Schnabel   |                                     |              |                 |                 |
| Koparka           | Caterpillar 330BL                   | 1            | Parker Schnabel | Big Nugget Mine |
| Ciężarówka        | Volvo A25C                          | 1            | Parker Schnabel | Big Nugget Mine |
| Ładowarka         | Caterpillar 980/988 (8+)            | 1            | Parker Schnabel | Big Nugget Mine |
| Przesiewacz       | Wstrząsarka, Bęben, Jig 20 yds/hr   | 1            | Parker Schnabel | Big Nugget Mine |

### Końcowe wyniki
| Parcela         | Załoga          | Ilość oz złota | Ilość gramów złota | Wartość złota |
| --------------- | --------------- | -------------- | ------------------ | ------------- |
| Porcupine Creek | Fred Hurt       | 80,4 oz        | 2 280 g            | $128 000      |
| Big Nugget Mine | Parker Schnabel | 34 oz          | 960 g              | $55 000       |
| Quartz Creek    | Todd Hoffman    | 93.5 oz        | 2 650 g            | $150 000      |

## Sezon 3

### Lista odcinków
| n.o.   | Polski tytuł            | Angielski tytuł       | Data emisji w Polsce |
| ------ | ----------------------- | --------------------- | -------------------- |
| S03E01 | Sezon za milion dolarów | Million Dollar Season | 17 stycznia 2013     |
| S03E02 | Nie ta działka          | The Wrong Claim       | 24 stycznia 2013     |
| S03E03 | Tajna broń              | Secret Weapons        | 31 stycznia 2013     |
| S03E04 | Bitwa o most            | Battle of the Bridge  | 7 lutego 2013        |
| S03E05 | Ultimatum               | The Ultimatum         | 14 lutego 2013       |
| S03E06 | Zmiana reguł gry        | Game Changer          | 21 lutego 2013       |
| S03E07 | Droga po złoto          | Road To Gold          | 28 lutego 2013       |
| S03E08 | Nad Smith Creek         | Up Smith Creek        | 7 marca 2013         |
| S03E09 | Złoto krasnali          | Leprechaun Gold       | 14 marca 2013        |
| S03E10 | Wojna spycharek         | Dozer Wars            | 21 marca 2013        |
| S03E11 | Wymówienie              | Pink Slip             | 28 marca 2013        |
| S03E12 | Fuzja                   | The Merger            | 4 kwietnia 2013      |
| S03E13 | Nocna zmiana            | The Night Shift       | 11 kwietnia 2013     |
| S03E14 | Twardy jak skała        | Bedrock Blowout       | 18 kwietnia 2013     |
| S03E15 | Droga do odkupienia     | Redemption Road       | 25 kwietnia 2013     |
| S03E16 | Żyła złota              | The Motherlode        | 2 maja 2013          |

### Wyposażenie
| MASZYNA        | MODEL / TYP                                                     | ILOŚĆ        | ZAŁOGA          | PARCELA                   |
| Todd Hoffman   | Todd Hoffman                                                    | Todd Hoffman | Todd Hoffman    | Todd Hoffman              |
| -------------- | --------------------------------------------------------------- | ------------ | --------------- | ------------------------- |
| Buldożer       | Caterpillar D9L                                                 | 1            | Todd Hoffman    | Indian River              |
| Buldożer       | Caterpillar D10N                                                | 1            | Todd Hoffman    | Quartz Creek              |
| Koparka        | Volvo EC460BLC                                                  | 2            | Todd Hoffman    | Indian River/Quartz Creek |
| Koparka        | Volvo EC360BLC                                                  | 1            | Todd Hoffman    | Indian River              |
| Koparka        | Volvo EC330BLC                                                  | 1            | Todd Hoffman    | Quartz Creek              |
| Koparka        | Hitachi EX400LC                                                 | 1            | Todd Hoffman    | Indian River              |
| Koparka        | Komatsu PC228USLC                                               | 1            | Todd Hoffman    | Quartz Creek              |
| Ładowarka      | Volvo L220E                                                     | 1            | Todd Hoffman    | Quartz Creek              |
| Ładowarka      | Volvo L180E                                                     | 1            | Todd Hoffman    | Indian River              |
| Ciężarówka     | Volvo BM A40                                                    | 2            | Todd Hoffman    | Quartz Creek              |
| Ciężarówka     | Volvo A35C                                                      | 2            | Todd Hoffman    | Indian River              |
| Przesiewacz    | KPI-JCI Wstrząsarka/Przenośniki, MSI Feeders & „Big Red” Sluice | 1            | Todd Hoffman    | Indian River              |
| Przesiewacz    | „Gold Machine” Turbo-Bęben                                      | 1            | Todd Hoffman    | Quartz Creek              |
| Pompa          | Pioneer 6x6                                                     | 4            | Todd Hoffman    | Indian River/Quartz Creek |
| Fred Hurt      |                                                                 |              |                 |                           |
| Koparka        | Hitachi EX270LC                                                 | 1            | Fred Hurt       | Porcupine Creek           |
| Koparka        | Doosan DX340LC                                                  | 1            | Fred Hurt       | Porcupine Creek           |
| Ładowarka      | Doosan DL400                                                    | 1            | Fred Hurt       | Porcupine Creek           |
| Ładowarka      | Volvo L220E                                                     | 1            | Fred Hurt       | Porcupine Creek           |
| Ładowarka      | Caterpillar 980B                                                | 1            | Fred Hurt       | Porcupine Creek           |
| Buldożer       | Caterpillar D6H                                                 | 1            | Fred Hurt       | Porcupine Creek           |
| Przesiewacz    | RMS/Ross De-Rocker 8x20 100 yds/hr                              | 1            | Fred Hurt       | Porcupine Creek           |
| Pompa          | Gorman-Rupp 10                                                  | 1            | Fred Hurt       | Porcupine Creek           |
| Pompa          | Gorman-Rupp 6                                                   | 1            | Fred Hurt       | Porcupine Creek           |
| Płuczka        | Keene                                                           | 1            | Fred Hurt       | Porcupine Creek           |
| Parker Shnabel |                                                                 |              |                 |                           |
| Koparka        | Caterpillar 330BL                                               | 2            | Parker Schnabel | Big Nugget Mine           |
| Koparka        | Volvo EC460B                                                    | 1            | Parker Schnabel | Big Nugget Mine           |
| Buldożer       | Caterpillar D8N                                                 | 1            | Parker Schnabel | Big Nugget Mine           |
| Ciężarówka     | Volvo A25C                                                      | 3            | Parker Schnabel | Big Nugget Mine           |
| Ładowarka      | Volvo L90E                                                      | 1            | Parker Schnabel | Big Nugget Mine           |
| Ładowarka      | Caterpillar 980C                                                | 1            | Parker Schnabel | Big Nugget Mine           |
| Generator      | Atlas Copco QAS 120                                             | 1            | Parker Schnabel | Big Nugget Mine           |
| Przesiewacz    | Wstrząsarka, Bęben, Jig & Sluice 60 yds/hr                      | 1            | Parker Schnabel | Big Nugget Mine           |

### Końcowe wyniki
| Parcela         | Załoga          | Ilość oz złota | Ilość gramów złota | Wartość złota |
| --------------- | --------------- | -------------- | ------------------ | ------------- |
| Porcupine Creek | Fred Hurt       | 163 oz         | 4 629 g            | $260 800      |
| Big Nugget Mine | Parker Schnabel | 191 oz         | 5 424 g            | $305 600      |
| Quartz Creek    | Todd Hoffman    | 803 oz         | 22 805 g           | $1 280 000    |

## Sezon 4

### Przed sezonem
| n.o.          | Polski tytuł               |
| ------------- | -------------------------- |
| S04E01_Epizod | Peruwiańskie Złoto         |
| S04E02_Epizod | Chile                      |
| S04E03_Epizod | Gujana                     |
| S04E04_Epizod | Krańce Ziemi (Za Kulisami) |
| S04E05_Epizod | Skuta lodem Północ         |
| S04E06_Epizod | Południowe Poszukiwanie    |

### Lista odcinków
| n.o.   | Polski tytuł                | Angielski tytuł         |
| ------ | --------------------------- | ----------------------- |
| S04E01 | Królowa diamentów           | Queen Of Diamonds       |
| S04E02 | Krzywa Postępów w Nauce     | Learning Curve          |
| S04E03 | Wroga dżungla               | In Too Deep             |
| S04E04 | Piekielna droga             | Road from Hell          |
| S04E05 | Granat czy złoto            | Garnets or Gold         |
| S04E06 | Bunt                        | Mutiny                  |
| S04E07 | Płatne w całości            | Paid in Full            |
| S04E08 | Konfrontacja z dżunglą      | Jungle Boogie           |
| S04E09 | Gotowy do użycia            | Ready to Roll (Special) |
| S04E10 | Zatoka nadziei              | Hope Creek              |
| S04E11 | Tropikalna Burza            | Blowout                 |
| S04E12 | Śmierć marzeń               | Death of a Dream        |
| S04E13 | Wskrzeszenie                | The Resurrection        |
| S04E14 | W krainie fantazji          | Fantasy Land            |
| S04E15 | Ewakuacja rannych           | Medevac                 |
| S04E16 | Człowiek na linie           | Man on Wire             |
| S04E17 | Dzień Sądu Ostatecznego     | Day of Reckoning        |
| S04E18 | Fortuna albo powrót do domu | Go Big or Go Home       |

### Wyposażenie
| MASZYNA         | MODEL / TYP                                                     | ILOŚĆ           | ZAŁOGA          | PARCELA         |
| Parker Schnabel | Parker Schnabel                                                 | Parker Schnabel | Parker Schnabel | Parker Schnabel |
| --------------- | --------------------------------------------------------------- | --------------- | --------------- | --------------- |
| Buldożer        | Caterpillar D10N                                                | 1               | Parker Schnabel | Scribner Creek  |
| Ciężarówka      | Volvo BM A40                                                    | 1               | Parker Schnabel | Scribner Creek  |
| Ciężarówka      | Volvo A35C                                                      | 2               | Parker Schnabel | Scribner Creek  |
| Koparka         | Volvo EC460BL                                                   | 2               | Parker Schnabel | Scribner Creek  |
| Ładowarka       | Volvo L220F                                                     | 1               | Parker Schnabel | Scribner Creek  |
| Przesiewacz     | Little Blue                                                     | 1               | Parker Schnabel | Scribner Creek  |
| Przesiewacz     | KPI-JCI Wstrząsarka/Przenośniki, MSI Feeders & „Big Red” Sluice | 1               | Parker Schnabel | Scribner Creek  |
| Pompa           | Gorman-Rupp 6                                                   | 1               | Parker Schnabel | Scribner Creek  |
| Pompa           | Pioneer 6                                                       | 1               | Parker Schnabel | Scribner Creek  |
| Generator       | WhisperWatt 100 kW                                              | 1               | Parker Schnabel | Scribner Creek  |
| Todd Hoffman    |                                                                 |                 |                 |                 |
| Buldożer        | Caterpillar D6M LGP                                             | 1               | Todd Hoffman    | Q.O.D. Claim    |
| Koparka         | Volvo EC290BL                                                   | 2               | Todd Hoffman    | Q.O.D. Claim    |
| Ciężarówka      | Volvo A30E                                                      | 1               | Todd Hoffman    | Q.O.D. Claim    |
| Ładowarka       | Volvo L110F                                                     | 1               | Todd Hoffman    | Q.O.D. Claim    |
| Mini Ładowarka  | Volvo MCT-85C                                                   | 1               | Todd Hoffman    | Q.O.D. Claim    |
| Przesiewacz     | MSI T5-X Bęben                                                  | 1               | Todd Hoffman    | Q.O.D. Claim    |
| Przesiewacz     | Labrador Diamond Jig                                            | 1               | Todd Hoffman    | Q.O.D. Claim    |
| Pompa           | Electric 6 Pioneer                                              | 1               | Todd Hoffman    | Q.O.D. Claim    |
| Pompa           | Diesel 6 Pioneer                                                | 1               | Todd Hoffman    | Q.O.D. Claim    |
| Fred Hurt       |                                                                 |                 |                 |                 |
| Koparka         | Volvo EC360BL                                                   | 1               | Fred Hurt       | Porcupine Creek |
| Koparka         | Volvo EC330BL                                                   | 1               | Fred Hurt       | Porcupine Creek |
| Ładowarka       | Volvo L220E                                                     | 1               | Fred Hurt       | Porcupine Creek |
| Ładowarka       | Volvo L220G                                                     | 1               | Fred Hurt       | Porcupine Creek |
| Przesiewacz     | De-Rocker                                                       | 1               | Fred Hurt       | Porcupine Creek |
| Pompa           | Gorman-Rupp 10                                                  | 1               | Fred Hurt       | Porcupine Creek |
| Pompa           | Gorman-Rupp 6                                                   | 1               | Fred Hurt       | Porcupine Creek |
| Dustin Hurt     |                                                                 |                 |                 |                 |
| Koparka         | Volvo EC20                                                      | 2               | Dustin Hurt     | Cahoon Creek    |
| Przesiewacz     | Homemade                                                        | 1               | Dustin Hurt     | Cahoon Creek    |
| Pompa           | Pioneer Pump                                                    | 1               | Dustin Hurt     | Cahoon Creek    |

### Końcowe wyniki
| Parcela         | Załoga          | Ilość oz złota | Ilość gramów złota | Wartość złota |
| --------------- | --------------- | -------------- | ------------------ | ------------- |
| Porcupine Creek | Fred Hurt       | 280 oz         | 7 952 g            | $380 940      |
| Scribner Creek  | Parker Schnabel | 1 029 oz       | 29 223 g           | $1 400 000    |
| Guyana          | Todd Hoffman    | 2 oz           | 57 g               | $2 721        |

## Sezon 5

### Lista Odcinków
| n.o.   | Polski tytuł      | Angielski tytuł    |
| ------ | ----------------- | ------------------ |
| S05E01 | Nowa krew         | New Blood          |
| S05E02 | Z popiołów        | From The Ashes     |
| S05E03 | Złoty chłopak     | Golden Boy         |
| S05E04 | Statek wikingów   | Viking Ship        |
| S05E05 | Twarde warunki    | Hard Bargain       |
| S05E06 | Przeklęty skrót   | Cursed Cut         |
| S05E07 | Złoty potwór      | Goldzilla          |
| S05E08 | Złota krew        | Gold Blooded       |
| S05E09 | Wielkie porządki  | Colossal Clean Up  |
| S05E10 | Wypadek Parkera   | Parker’s Accident  |
| S05E11 | Statek głupców    | Ship Of Fools      |
| S05E12 | Dużo złota        | Piles Of Gold      |
| S05E13 | Złota droga       | Gold Road          |
| S05E14 | Samotny górnik    | Rogue Miner        |
| S05E15 | Z życia potwora   | The Monster Lives  |
| S05E16 | Rzeki złota       | Rivers Of Gold     |
| S05E17 | Zamarznięte złoto | Frozen Gold        |
| S05E18 | Setki uncji       | Hundreds Of Ounces |
| S05E19 | Miliony w złocie  | Millions In Gold   |

### Końcowe wyniki
| Załoga                  | Ilość oz złota | Wartość     |
| ----------------------- | -------------- | ----------- |
| Parker Schnabel         | 2538           | 3 mln USD   |
| Todd Hoffman/Dave Turin | 1349           | 1,6 mln USD |

### Wyposażenie
| MASZYNA                   | MODEL / TYP                                                     | ILOŚĆ           | ZAŁOGA                    | PARCELA         |
| Parker Schnabel           | Parker Schnabel                                                 | Parker Schnabel | Parker Schnabel           | Parker Schnabel |
| ------------------------- | --------------------------------------------------------------- | --------------- | ------------------------- | --------------- |
| Buldożer                  | Caterpillar D10N                                                | 2               | Parker Schnabel           | Scribner Creek  |
| Ciężarówka                | Volvo A35D                                                      | 4               | Parker Schnabel           | Scribner Creek  |
| Koparka                   | Volvo EC700B                                                    | 1               | Parker Schnabel           | Scribner Creek  |
| Koparka                   | Volvo EC460BL                                                   | 2               | Parker Schnabel           | Scribner Creek  |
| Ładowarka                 | Volvo L220E                                                     | 1               | Parker Schnabel           | Scribner Creek  |
| Ładowarka                 | Volvo L220F                                                     | 1               | Parker Schnabel           | Scribner Creek  |
| Przesiewacz               | Little Blue                                                     | 1               | Parker Schnabel           | Scribner Creek  |
| Przesiewacz               | KPI-JCI Wstrząsarka/Przenośniki, MSI Feeders & „Big Red” Sluice | 1               | Parker Schnabel           | Scribner Creek  |
| Generator                 | MultiQuip MQ100                                                 | 1               | Parker Schnabel           | Scribner Creek  |
| Todd Hoffman / Dave Turin |                                                                 |                 |                           |                 |
| Przesiewacz               | MSI T-5X Trommel/Sluices „Little Red”                           | 1               | Todd Hoffman / Dave Turin | McKinnon Creek  |
| Przesiewacz               | MSI SV-9 Feeder/Conveyors/Shaker/Sluices(Monster Red)           | 1               | Todd Hoffman / Dave Turin | McKinnon Creek  |
| Pompa                     | Pioneer Diesel 6"                                               | 1               | Todd Hoffman / Dave Turin | McKinnon Creek  |
| Pompa                     | Pioneer Diesel 10"                                              | 1               | Todd Hoffman / Dave Turin | McKinnon Creek  |
| Buldożer                  | Caterpillar D9L                                                 | 1               | Todd Hoffman / Dave Turin | McKinnon Creek  |
| Buldożer                  | Caterpillar D9N                                                 | 1               | Todd Hoffman / Dave Turin | McKinnon Creek  |
| Koparka                   | Hitachi EX400LC                                                 | 1               | Todd Hoffman / Dave Turin | McKinnon Creek  |
| Koparka                   | Hitachi EX800LC                                                 | 1               | Todd Hoffman / Dave Turin | McKinnon Creek  |
| Koparka                   | Volvo EC360BL                                                   | 1               | Todd Hoffman / Dave Turin | McKinnon Creek  |
| Koparka                   | Volvo EC460CL                                                   | 1               | Todd Hoffman / Dave Turin | McKinnon Creek  |
| Koparka                   | Volvo EC700BL                                                   | 1               | Todd Hoffman / Dave Turin | McKinnon Creek  |
| Ciężarówka                | Volvo A40D                                                      | 2               | Todd Hoffman / Dave Turin | McKinnon Creek  |
| Ciężarówka                | Volvo A30E                                                      | 1               | Todd Hoffman / Dave Turin | McKinnon Creek  |
| Ładowarka                 | Caterpillar 980C                                                | 1               | Todd Hoffman / Dave Turin | McKinnon Creek  |
| Ładowarka                 | Volvo L250G                                                     | 1               | Todd Hoffman / Dave Turin | McKinnon Creek  |
| Ładowarka                 | Volvo L180F                                                     | 1               | Todd Hoffman / Dave Turin | McKinnon Creek  |
| Ładowarka                 | Volvo L110F                                                     | 1               | Todd Hoffman / Dave Turin | McKinnon Creek  |

## Sezon 6

### Lista Odcinków
| n.o.   | Polski tytuł           | Angielski tytuł         | Data emisji w Polsce |
| ------ | ---------------------- | ----------------------- | -------------------- |
| S06E01 | Krew, pot i złoto      | Blood, Sweat and Gold   | 14 stycznia 2016     |
| S06E02 | Statek złota           | Gold Ship               | 21 stycznia 2016     |
| S06E03 | Przenoszenie potwora   | Moving the Monster      | 28 stycznia 2016     |
| S06E04 | Złota rada dziadka     | Grandpa’s Golden Advice | 4 lutego 2016        |
| S06E05 | Złota buda Jacka       | Jack’s Gold Shack       | 11 lutego 2016       |
| S06E06 | Wyspa Skarbów          | Treasure Island         | 18 lutego 2016       |
| S06E07 | Marzenia o El Dorado   | Eldorado Dream          | 25 lutego 2016       |
| S06E08 | Ogromny tunel          | Mammoth Channel         | 3 marca 2016         |
| S06E09 | Gigantyczne złoto      | Mammoth Gold            | 10 marca 2016        |
| S06E10 | 21. urodziny Parkera   | Parker’s 21st           | 17 marca 2016        |
| S06E11 | Kapitan Monika         | Captain Monica          | 24 marca 2016        |
| S06E12 | Wojna załóg            | Crew War                | 31 marca 2016        |
| S06E13 | Złoto Godzilli         | Goldzilla Gold          | 7 kwietnia 2016      |
| S06E14 | Góra za milion dolarów | Million Dollar Mountain | 14 kwietnia 2016     |
| S06E15 | Łeb w łeb              | Dead Even               | 21 kwietnia 2016     |
| S06E16 | Złota sensacja         | Golden Bombshell        | 28 kwietnia 2016     |
| S06E17 | Legenda Klondike       | Klondike Legend         | 5 maja 2016          |
| S06E18 | Złoto Oregonu          | Oregon gold             | 12 maja 2016         |
| S06E19 | Zamrożona kasa         | Frozen Pay              | 19 maja 2016         |
| S06E20 | Król Klondike          | King of Klondike        | 19 maja 2016         |

### Wyposażenie
| MASZYNA                   | MODEL / TYP                                                       | ILOŚĆ           | ZAŁOGA                    | PARCELA         |
| Parker Schnabel           | Parker Schnabel                                                   | Parker Schnabel | Parker Schnabel           | Parker Schnabel |
| ------------------------- | ----------------------------------------------------------------- | --------------- | ------------------------- | --------------- |
| Przesiewacz               | KPI-JCI Wstrząsarka/Przenośniki/Podajnik, MSI „Big Red”           | 1               | Parker Schnabel           | Scribner Creek  |
| Przesiewacz               | „Goldzilla” wyprodukowana przez Derek Dodge, KPI-JCI Superstacker | 1               | Parker Schnabel           | Scribner Creek  |
| Buldożer                  | Caterpillar D10T                                                  | 1               | Parker Schnabel           | Scribner Creek  |
| Buldożer                  | Caterpillar D10N                                                  | 2               | Parker Schnabel           | Scribner Creek  |
| Koparka                   | Volvo EC700CLC                                                    | 1               | Parker Schnabel           | Scribner Creek  |
| Koparka                   | Volvo EC460BLC                                                    | 1               | Parker Schnabel           | Scribner Creek  |
| Koparka                   | Volvo EC460CLC                                                    | 1               | Parker Schnabel           | Scribner Creek  |
| Ciężarówka                | Volvo A35D                                                        | 4               | Parker Schnabel           | Scribner Creek  |
| Ciężarówka                | Volvo A40F                                                        | 2               | Parker Schnabel           | Scribner Creek  |
| Ładowarka                 | Volvo L220F                                                       | 1               | Parker Schnabel           | Scribner Creek  |
| Ładowarka                 | Volvo L220G                                                       | 1               | Parker Schnabel           | Scribner Creek  |
| Todd Hoffman / Dave Turin |                                                                   |                 |                           |                 |
| Przesiewacz               | MSI SV-9 Podajnik/Przenośnik/Wstrząsarka/Śluzy(Monster Red)       | 1               | Todd Hoffman / Dave Turin | McKinnon Creek  |
| Przesiewacz               | Fort Knox                                                         | 1               | Todd Hoffman / Dave Turin | McKinnon Creek  |
| Buldożer                  | Caterpillar D11N                                                  | 1               | Todd Hoffman / Dave Turin | McKinnon Creek  |
| Buldożer                  | Komatsu D475A-5                                                   | 1               | Todd Hoffman / Dave Turin | McKinnon Creek  |
| Buldożer                  | Caterpillar D9L                                                   | 1               | Todd Hoffman / Dave Turin | McKinnon Creek  |
| Buldożer                  | Caterpillar D9N                                                   | 1               | Todd Hoffman / Dave Turin | McKinnon Crek   |
| Ładowarka                 | Volvo A40D                                                        | 1               | Todd Hoffman / Dave Turin | McKinnon Creek  |
| Ładowarka                 | Volvo L180F                                                       | 1               | Todd Hoffman / Dave Turin | McKinnon Creek  |
| Ładowarka                 | Volvo L250G                                                       | 1               | Todd Hoffman / Dave Turin | McKinnon Creek  |
| Tonny Beats               |                                                                   |                 |                           |                 |
| Draga                     | 100-letnia draga czerpakowa (76 ton/h)                            | 1               | Tonny Beats               | Eureka Creek    |

### Końcowe wyniki
| Parcela        | Załoga                    | Ilość oz złota | Ilość gramów złota | Wartość złota |
| -------------- | ------------------------- | -------------- | ------------------ | ------------- |
| Scribner Creek | Parker Schnabel           | 3362 oz        | 104 568 g          | $3,7 mln      |
| McKinnon Creek | Todd Hoffman / Dave Turin | 3022 oz        | 94 304 g           | $3,33 mln     |
| Eureka Creek   | Tony Beets                | 737 oz         | 22 922 g           | $810 tys.     |

## Sezon 7

### Lista Odcinków
| n.o.   | Polski tytuł                    | Angielski tytuł           | Data emisji na świecie |
| ------ | ------------------------------- | ------------------------- | ---------------------- |
| S07E01 | Cud                             | Miracle on the Mountain   | 14 października 2016   |
| S07E02 | Widok z góry                    | Eye in the Sky            | 21 października 2016   |
| S07E03 | Maszyna Frankensteina           | Frankenstein Machinery    | 28 października 2016   |
| S07E04 | Bunt                            | Mutiny                    | 4 listopada 2016       |
| S07E05 | Góra niepowodzeń                | Misery on the Mountain    | 11 listopada 2016      |
| S07E06 | Bez dźwigu ani rusz             | No Crane, No Gain         | 18 listopada 2016      |
| S07E07 | Podmokła mogiła                 | Watery Grave              | 25 listopada 2016      |
| S07E08 | Nowa pogłębiarka                | Mega Barge & Kid Commando | 2 grudnia 2016         |
| S07E09 | Rekordowe wydobycie             | Record Gold               | 9 grudnia 2016         |
| S07E10 | Walczyć do końca                | Go Down Fighting          | 16 grudnia 2016        |
| S07E11 | Koniec gry                      | Game Over                 | 30 grudnia 2016        |
| S07E12 | Opuszczeni                      | Abandonment               | 6 stycznia2017         |
| S07E13 | Linia życia                     | Lifeline                  | 13 stycznia 2017       |
| S07E14 | Parker kontra Rick              | Parker vs. Rick           | 20 stycznia 2017       |
| S07E15 | Awaria                          | Excavator Down            | 27 stycznia 2017       |
| S07E16 | Podwójny kłopot                 | Double Trouble            | 3 lutego 2017          |
| S07E17 | Najokrutniejsze cięcie          | Cruelest Cut              | 10 lutego 2017         |
| S07E18 | Górnicy kontra bobry            | Miners vs. Beavers        | 17 lutego 2017         |
| S07E19 | Pogłębiarka kontra przesiewarka | Dredge vs. Washplant      | 24 lutego 2017         |
| S07E20 | Podróż wikingów                 | Viking Voyage             | 3 marca 2017           |
| S07E21 | W białej gorączce               | Final Fury                | 10 marca 2017          |

### Końcowe wyniki
| Parcela                       | Załoga                      | Ilość oz złota | Ilość gramów złota | Wartość złota |
| ----------------------------- | --------------------------- | -------------- | ------------------ | ------------- |
| Scribner Creek / Indian River | Parker Schnabel / Rick Ness | 4311 oz        | 122 214 g          | $5,5 mln      |
| Fair Play / Sacramento Creek  | Todd Hoffman / Dave Turin   | 1100 oz        | 31 184 g           | $1,3 mln      |
| Eureka Creek                  | Tony Beets                  | 2176 oz        | 61 688 g           | $2,6 mln      |

## Sezon 8

### Lista Odcinków
| n.o.   | Polski tytuł                   | Angielski tytuł                       | Data emisji na świecie |
| ------ | ------------------------------ | ------------------------------------- | ---------------------- |
| S08E01 | Zakłady i wojny                | Wagers and Wars                       | 13 października 2017   |
| S08E02 | Burze śnieżne i kule           | Blizzards and Bullets                 | 20 października 2017   |
| S08E03 | Wiking kontra mechanik         | The Viking vs. the Mechanic           | 27 października 2017   |
| S08E04 | Przekleństwo góry Fairplay     | The Curse of the Fairplay Mountains   | 3 listopada 2017       |
| S08E05 | Syn detronizuje ojca           | Son Dethrones Father                  | 10 listopada 2017      |
| S08E06 | Kolorado kontratakuje          | Colorado Strikes Back                 | 17 listopada 2017      |
| S08E07 | Piekło                         | Inferno                               | 24 listopada 2017      |
| S08E08 | Potężna górna odkrywka         | The Mighty Uppercut                   | 1 grudnia 2017         |
| S08E09 | Sztabki złota i zdrowaś maryja | Gold Bars and Hail Marys              | 8 grudnia 2017         |
| S08E10 | Palec diabła                   | The Devil’s Finger                    | 15 grudnia 2017        |
| S08E11 | Święty graal                   | The Holy Grail                        | 22 grudnia 2017        |
| S08E12 | Zasłonięty                     | Eclipsed                              | 5 stycznia 2018        |
| S08E13 | Za kulisami                    | Beyond The Wall                       | 12 stycznia 2018       |
| S08E14 | Utracone złoto                 | Lost Gold                             | 12 stycznia 2018       |
| S08E15 | Ojciec, syn & święty walec     | The Father, The Son & The Holy Roller | 19 stycznia 2018       |
| S08E16 | Zepsuty                        | Broken                                | 26 stycznia 2018       |
| S08E17 | O potworach i człowieku        | Of monsters and men                   | 2 lutego 2018          |
| S08E18 | Samoloty, dźwigi i roszczenia  | Planes, Cranes, and Virgin Claims     | 16 lutego 2018         |
| S08E19 | King kong                      | King Kong                             | 23 lutego 2018         |
| S08E20 | Dzień niepodległości           | Independence day                      | 2 marca 2018           |
| S08E21 | Łupy wojenne                   | The Spoils of War                     | 9 marca 2018           |

### Końcowe wyniki
| Parcela                       | Załoga                      | Ilość oz złota | Ilość gramów złota | Wartość złota |
| ----------------------------- | --------------------------- | -------------- | ------------------ | ------------- |
| Scribner Creek / Indian River | Parker Schnabel / Rick Ness | 6380 oz        | 180 870 g          | $9,6 mln      |
| Fairplay                      | Todd Hoffman / Fred Dodge   | 1644 oz        | 46 607 g           | $2,5 mln      |
| Eureka Creek                  | Tony Beets                  | 3659 oz        | 103 731 g          | $5,5 mln      |

## Sezon 9

### Lista odcinków
| n.o.   | Polski tytuł              | Oryginalny tytuł                     | Data emisji w Polsce | Data emisji w USA    | Czas trwania   |
| ------ | ------------------------- | ------------------------------------ | -------------------- | -------------------- | -------------- |
| S09E01 | Deklaracja niepodległości | Declaration Of Independence          | 25 października 2018 | 12 października 2018 | około 90 minut |
| S09E02 | Wykurzony                 | Smoked Out                           | 1 listopada 2018     | 19 października 2018 | około 45 minut |
| S09E03 | Bogowie i demony          | Gods and demons                      | 8 listopada 2018     | 26 października 2018 | około 45 minut |
| S09E04 | Durt Reynolds             | Durt Reynolds                        | 15 listopada 2018    | 2 listopada 2018     | około 45 minut |
| S09E05 | Powrót Freddy Dodge’a     | The Return of Freddy Dodge           | 22 listopada 2018    | 9 listopada 2018     | około 45 minut |
| S09E06 | Duchy Hoffmana            | Hoffman’s Ghosts                     | 29 listopada 2018    | 16 listopada 2018    | około 45 minut |
| S09E07 | Premia za trudne warunki  | Hazard Pay                           | 6 grudnia 2018       | 23 listopada 2018    | około 45 minut |
| S09E08 | Deszczowy kataklizm       | Stormageddon                         | 13 grudnia 2018      | 30 listopada 2018    | około 45 minut |
| S09E09 | Metamorfoza               | The Transformation                   | 20 grudnia 2018      | 7 grudnia 2018       | około 45 minut |
| S09E10 | Dzień ojca                | Father’s Day                         | 27 grudnia 2018      | 14 grudnia 2018      | około 45 minut |
| S09E11 | b.d.                      | The Resurrection                     | 3 stycznia 2019      | 21 grudnia 2018      | około 45 minut |
| S09E12 | b.d.                      | The Devil’s Deadline                 | 10 stycznia 2019     | 4 stycznia 2019      | około 45 minut |
| S09E13 | b.d.                      | Sucker Punch                         | 17 stycznia 2019     | 11 stycznia 2019     | około 45 minut |
| S09E14 | b.d.                      | Old School Heroes                    | 24 stycznia 2019     | 18 stycznia 2019     | około 45 minut |
| S09E15 | b.d.                      | Wedding Bells & Emergency Operations | 31 stycznia 2019     | 25 stycznia 2019     | około 45 minut |
| S09E16 | b.d.                      | Broken Bones                         | 7 lutego 2019        | 1 lutego 2019        | około 45 minut |
| S09E17 | b.d.                      | Gold Gurus                           | 14 lutego 2019       | 8 lutego 2019        | około 45 minut |
| S09E18 | b.d.                      | Make It Rain                         | 21 lutego 2019       | 15 lutego 2019       | około 45 minut |
| S09E19 | Big Red padł              | Big Red Is Dead                      | 28 lutego 2019       | 22 lutego 2019       | około 45 minut |
| S09E20 | b.d.                      | Cold War                             | 7 marca 2019         | 1 marca 2019         | około 45 minut |
| S09E21 | b.d.                      | Brace for Impact                     | 14 marca 2019        | 8 marca 2019         | około 45 minut |
| S09E22 | Ogień i lód               | Fire and Ice                         | 21 marca 2019        | 8 marca 2019         | około 70 minut |

### Końcowe wyniki
| Parcela                       | Załoga          | Ilość oz złota | Ilość gramów złota | Wartość złota |
| ----------------------------- | --------------- | -------------- | ------------------ | ------------- |
| Scribner Creek / The Last Cut | Parker Schnabel | 7427 oz        | 210 552 g          | $11,1 mln     |
| Quartz Creek                  | Rick Ness       | 1105 oz        | 31 326 g           | $1,7 mln      |
| Eureca Creek                  | Tony Beets      | 4400 oz        | 124 738 g          | $6,6 mln      |

## Sezon 10

### Lista odcinków
| n.o.      | Polski tytuł   | Oryginalny tytuł                 | Data emisji w Polsce | Data emisji w USA    | Czas trwania   |
| --------- | -------------- | -------------------------------- | -------------------- | -------------------- | -------------- |
| Specjalny | b.d.           | 15 Million Dollar Season         | 10 października 2019 | 11 października 2019 | około 45 minut |
| S10E01    | b.d.           | Crisis in the Klondike           | 17 października 2019 | 11 października 2019 | około 45 minut |
| S10E02    | b.d.           | A New Rush Begins                | 24 października 2019 | 18 października 2019 | około 45 minut |
| S10E03    | b.d.           | The Nugget Hunter                | 31 października 2019 | 25 października 2019 | około 45 minut |
| Specjalny | b.d.           | You Can’t Stop The Beets         | 7 listopada 2019     | 25 października 2019 | około 45 minut |
| S10E04    | b.d.           | Leave No Gold Behind             | 14 listopada 2019    | 1 listopada 2019     | około 45 minut |
| S10E05    | b.d.           | We’re Gonna Need A Bigger Bucket | 21 listopada 2019    | 8 listopada 2019     | około 45 minut |
| S10E06    | b.d.           | Monster Red Lives                | 28 listopada 2019    | 15 listopada 2019    | około 45 minut |
| S10E07    | b.d.           | Motherlode Mountain              | 5 grudnia 2019       | 22 listopada 2019    | około 45 minut |
| S10E08    | b.d.           | Washplant Wars                   | 12 grudnia 2019      | 29 listopada 2019    | około 45 minut |
| S10E09    | b.d.           | No Time For Redemption           | 19 grudnia 2019      | 6 grudnia 2019       | około 45 minut |
| S10E10    | b.d.           | When the Levee Breaks            | 26 grudnia 2019      | 13 grudnia 2019      | około 45 minut |
| S10E11    | b.d.           | Rise of the Machines             | 2 stycznia 2020      | 20 grudnia 2019      | około 45 minut |
| S10E12    | b.d.           | Million-Dollar Pay Day           | 9 stycznia 2020      | 3 stycznia 2020      | około 45 minut |
| S10E13    | b.d.           | Nuggets or Bust                  | 16 stycznia 2020     | 10 stycznia 2020     | około 45 minut |
| S10E14    | b.d.           | Cornered                         | 23 stycznia 2020     | 17 stycznia 2020     | około 45 minut |
| S10E15    | b.d.           | And Then There Was One           | 30 stycznia 2020     | 24 stycznia 2020     | około 45 minut |
| S10E16    | b.d.           | Parker Doubles Down              | 6 lutego 2020        | 31 stycznia 2020     | około 45 minut |
| S10E17    | b.d.           | Rebellion At Duncan Creek        | 13 lutego 2020       | 7 lutego 2020        | około 45 minut |
| S10E18    | b.d.           | Frozen Treasure                  | 20 lutego 2020       | 14 lutego 2020       | około 45 minut |
| S10E19    | b.d.           | Bring In The Big Guns            | 27 lutego 2020       | 21 lutego 2020       | około 45 minut |
| S10E20    | Rajd w dolinie | Rally In The Valley              | 5 marca 2020         | 28 lutego 2020       | około 45 minut |
| S10E21    | Ostatnie złoto | Last Gold                        | 12 marca 2020        | 6 marca 2020         | około 45 minut |

## Lokalizacje

### Alaska Zachodnia
- Porcupine Creek Mine, dopływem rzeki Klehini w Chilkat Valley, na wschodnim brzegu Porcupine Creek. Najbliższe lotnisko w Haines, Alaska) (Współrzędne: 59° 25'6.91 „N, 136° 13'48.00" W)
- Big Nugget Kopalnia „Emerson Trench” wzdłuż Zachodniego Brzegu Porcupine Creek i Smith Creek (Współrzędne: 59° 24'52.15 „N, 136° 14'2.83" W).
- Jim Nail Placer Mine, gdy Hoffmanowie przybyli do Porcupine Creek kopalnia była bezimienna. W Sezonie 2 „Dakota” Fred Hurt przejął Porcupine Creek i przemianował go na Jim Nail Placer Mine (Współrzędne: 59° 25'6.91 „N, 136° 13'48.00" W)

### Klondike
- Quartz Creek Mine, poza Dawson City: u zbiegu z Toronto Creek i Calder Creek, 1 km na północny zachód od Indian River (Współrzędne: 63° 45'41.74 „N, 139° 6'53.70" W).
- Indian River, 2 mile od Quartz Creek Mine, 36 km na południowy zachód od Dawson City (Współrzędne: 63° 45'16.16 „N, 139° 8'43.45" W).
- McKinnon Creek Mine, 28 mil na południe od Dawson: między McKinnon i Montana Creek (Współrzędne: 63° 41'45 „N 138° 59'49,” W)

## Kraje w których był emitowany serial

### Sezon 1
- : Gold Rush Alaska (Discovery Channel)
- : Goldrausch in Alaska (Discovery Channel & DMAX)
- : Gold Rush (Discovery Channel)
- : Gold Rush: Alaska (Discovery Channel) Język angielski
- : Alaska: la ruée vers l’or (Canal D) Język francuski
- : Gold Rush Alaska (Discovery Channel)
- : Alaska: La ruée vers l’or (Discovery Channel)
- : Alaskan kultakuume (Discovery Channel)
- : Goldrausch in Alaska (Discovery Channel & DMAX)
- : Aranyláz Alaszkában (Discovery Channel)
- : Gold Rush Alaska (Discovery Channel)
- : HaBehala LaZahav Alaska (Discovery Channel)
- : La Febbre dell’oro (Discovery Channel)
- : Gold Rush Alaska (Discovery Channel)
- : Gold Rush Alaska (Discovery Channel)
- : Gorączka Złota (Discovery Channel)
- : Febre do Ouro (Discovery Channel)
- : Goana dupa aur: Alaska(Discovery Channel)
- : Золотая лихорадка: Аляска (Discovery Channel)
- : Gold Rush Alaska (Discovery Channel)
- : Gold Rush Alaska (Discovery HD Showcase)
- : Gold Rush Alaska (Discovery Channel)
- : La Fiebre de Oro (Discovery Channel)
- : Gold Rush Alaska (Discovery Channel)
- : Altın Peşinde: Alaska (Discovery Channel) & (Discovery HD Showcase)
- : Gold Rush Alaska (Discovery Channel)
- : Gold Rush Alaska  (Discovery Channel)

### Sezon 2
- : Gold Rush (Discovery Channel)
- : Goldrausch in Alaska (Discovery Channel & DMAX)
- : Gold Rush (Discovery Channel)
- : Gold Rush (Discovery Channel)
- : Gold Rush (Discovery Channel)
- : Kultakuume (Discovery Channel)
- : Gold Rush (Discovery Channel)
- : La Fiebre de Oro (Discovery Channel)
- : La Febbre dell’oro (Discovery Channel)
- : Goldrausch in Alaska (Discovery Channel & DMAX)
- : Gorączka Złota (Discovery Channel)

### Sezon 3
- : Goldrausch in Alaska (Discovery Channel & DMAX)
- : Gold Rush (Discovery Channel)
- : Goldrausch in Alaska (Discovery Channel & DMAX)
- : Gorączka Złota (Discovery Channel)

### Sezon 4
- : Goldrausch in Alaska (Discovery Channel & DMAX)
- : Gold Rush (Discovery Channel)
- : Goldrausch in Alaska (Discovery Channel & DMAX)
- : Gorączka Złota (Discovery Channel)

### Sezon 5
- : Gorączka Złota (Discovery Channel)

### Sezon 6
- : Gorączka Złota (Discovery Channel)

### Sezon 7
- : Gorączka Złota (Discovery Channel)

### Sezon 8
- : Gorączka Złota (Discovery Channel)

### Sezon 9
- : Gorączka Złota (Discovery Channel)

### Sezon 10
- : Gorączka Złota (Discovery Channel)